# Ihor Bodrov
Ihor Bodrov (9 de julio de 1987) es un deportista de Ucrania que compite en atletismo. Ganó una medalla de bronce en el Campeonato Europeo de Atletismo por Equipos de 2019, en la prueba de 4 × 100 m.